# Luís de Sousa
Luís de Sousa (Porto, 6 ottobre 1630 – Lisbona, 3 gennaio 1702) è stato un cardinale e arcivescovo cattolico portoghese. Fu cappellano maggiore del Regno del Portogallo dal 1669 alla morte.

## Biografia
Nacque a Porto il 6 ottobre 1630.
Papa Innocenzo XII lo elevò al rango di cardinale nel concistoro del 22 luglio 1697.
Morì il 3 gennaio 1702 all'età di 71 anni.

## Genealogia episcopale e successione apostolica
La genealogia episcopale è:
- Cardinale Guillaume d'Estouteville, O.S.B.Clun.
- Papa Sisto IV
- Papa Giulio II
- Cardinale Raffaele Sansone Riario
- Papa Leone X
- Papa Clemente VII
- Cardinale Antonio Sanseverino, O.S.Io.Hieros.
- Cardinale Giovanni Michele Saraceni
- Papa Pio V, O.P.
- Cardinale Innico d'Avalos d'Aragona, O.S.Iacobi
- Cardinale Scipione Gonzaga
- Patriarca Fabio Biondi
- Papa Urbano VIII
- Cardinale Cosimo de Torres
- Cardinale Francesco Maria Brancaccio
- Vescovo Miguel Juan Balaguer Camarasa, O.S.Io.Hier.
- Papa Alessandro VII
- Cardinale Neri Corsini
- Vescovo Francesco Ravizza
- Vescovo Manuel de Noroña, O.F.M.
- Cardinale Luís de Sousa

La successione apostolica è:
- Arcivescovo Luís de Sousa (1671)
- Arcivescovo Luís da Silva Teles, O.SS.T. (1671)
- Vescovo Alexander da Silva (1674)
- Arcivescovo António Brandão, O.Cist. (1675)
- Vescovo Bernardinus a San Antonio, O.F.M. (1675)
- Vescovo Estevão Brioso de Figueiredo (1677)
- Vescovo João de Mascarenhas (1686)
- Vescovo António Vasconcelos e Sousa (1693)
- Arcivescovo Sebastião Monteiro da Vida, S.I. (1701)